# Ozy and Millie
Ozy and Millie ist ein Comicstrip von D. C. Simpson (früherer Name David Simpson). Erstmals erschien er 1997 in der College-Zeitung Copper Point Journal. Vom 29. April 1998 bis zur Einstellung am 23. Dezember 2008 wurde er als Webcomic veröffentlicht und mehrmals pro Woche aktualisiert.
Wesentliches Handlungselement des Comicstrips sind die Schwierigkeiten junger Schüler, die nicht der gesellschaftlichen Norm entsprechen. Die beiden zehnjährigen Füchse Ozy und Millie sind die namensgebenden Hauptcharaktere des Comicstrips, in dem ausschließlich anthropomorphe Tiere auftreten. Seine Komik geht vor allem vom Gegensatz zwischen dem absurden Verhalten der Comicfiguren und den dabei gleichzeitig thematisierten ernsten moralischen und philosophischen Fragestellungen aus.

## Charaktere

### Ozy
Ozy lebt zusammen mit seiner ebenfalls zehnjährigen Freundin Millie in der fiktiven amerikanischen Kleinstadt North Harbordale. Ozy ist ein Polarfuchs, sollte nach Angaben des Zeichners aber ursprünglich einen Wolf darstellen. Nachdem David Simpson im November 1999 einige Fotos junger Polarfüchse gezeigt worden waren, änderte er aufgrund der großen Ähnlichkeit jedoch seine anfängliche Klassifizierung.
Ozys voller Name, Ozymandias J. Llewellyn, geht auf das Gedicht Ozymandias über den ägyptischen König Ramses II. (1304–1237 v. Chr.) von Percy Bysshe Shelley zurück:
„My name is Ozymandias, king of kings: Look on my works, ye Mighty, and despair!“
(„Mein Name ist Ozymandias, König der Könige! Seht meine Werke, ihr Mächtigen, und verzweifelt!“)
Simpson hat Ozymandias als Namen vor allem deshalb gewählt, weil die zentrale Aussage des Gedichts, die Vergänglichkeit des Seins, auch zu den Leitmotiven des von Ozy praktizierten Zen-Buddhismus zählt. Auch weitere zentrale Motive des Gedichts wie die Arroganz der Macht und das oft ambivalente Verhältnis des Künstlers zu seiner Schöpfung werden in Ozy and Millie ab und zu aufgegriffen.
Ozys Markenzeichen ist sein großer Zylinder, welchen er von seinem Vater Llewellyn erhalten hat, als ihn dieser im Alter von einem Jahr adoptierte. Ozy trägt keine Hose, was ungeachtet der Tatsache, dass dies auch auf einige andere Charaktere wie zum Beispiel Avery zutrifft, des Öfteren Auslöser einer dahingehenden spitzen Bemerkung seitens Millies ist.
Ozy ist ein nachdenklicher, ruhiger Typ und stellt damit ein dankbares Opfer für die anderen Schüler dar. Während er Millies Streiche gelassen über sich ergehen lässt, hat er sehr unter den Nachstellungen des Schulschlägers Jeremy zu leiden. Hin und wieder gelingt es ihm zumindest, Millie mit einer pointierten Bemerkung über den Wahnwitz ihres Verhaltens den Wind aus den Segeln zu nehmen. Unter Anleitung seines Vaters Llewellyn übt sich Ozy in der Kunst des Zen, oder besser gesagt einer witzigen Variante davon, deren Grundsätze fast immer als Antithese formuliert sind: „It has been said that, while knowledge is acquired by learning… Wisdom is acquired by unlearning.“ („Wissen erlangt man durch Lernen, Weisheit durch Verlernen!“)

### Millie
„I act weird because I figure, hey, I’m gonna be an outcast anyway, so I might as well do it with style.“ („Ich verhalte mich so seltsam, weil… nun ja, egal was ich mache, ich werde sowieso wie eine Aussätzige behandelt; so tue ich es wenigstens mit Stil.“) – Millie
Ozy verbringt viel Zeit mit seiner besten Freundin Millie, einer Rotfüchsin. Millicent Mehitabel Mudd, wie ihr voller Name lautet, ist zwar genauso intelligent wie Ozy, im Gegensatz zu ihm aber nie um eine Entschuldigung verlegen, wenn es darum geht, sich vor anstehender Arbeit zu drücken.
Sie lehnt sich zudem gegen jede Form von Autorität auf, was selbstverständlich weder von ihren Lehrern noch von ihrer ansonsten verständnisvollen Mutter Ms. Mudd toleriert werden kann. Ihre anarchistisch-destruktive Einstellung wird auch zu vielen anderen Anlässen deutlich, womit sie nicht nur sich, sondern auch Ozy immer wieder in Schwierigkeiten bringt. Millie spricht aus, was andere denken, und tut, was andere aus Angst vor den Reaktionen ihrer Mitmenschen niemals wagen würden. Sie ist nicht bereit, sich einfach damit abzufinden, in einer ungerechten Welt zu leben, in der nur Oberflächlichkeiten zählen. Aufgrund ihres Alters von nur zehn Jahren beschränkt sich ihre Rebellion gegen das Establishment jedoch zumeist darauf, ihre Mutter zu ärgern, Ozy Streiche zu spielen und gegen die Schulordnung zu verstoßen. Trotz ihres ungezogenes Verhalten dient sie Ozy aber nicht nur als witziger Sidekick, sondern ist gelegentlich auch melancholisch oder geht wie Ozy in sich, um über moralische oder philosophische Fragestellungen nachzudenken.

### Llewellyn und Ms. Mudd
„Whatever does not kill me makes me stranger.“ („Was mich nicht umbringt, macht mich seltsamer.“) – Llewellyn
Ozys Adoptivvater Llewellyn ist ein roter Drache, dessen Verhalten getreu dem obigen Zitat nur als seltsam zu beschreiben ist. Wenn er nicht gerade als Vorsitzender der Zen-Partei für die amerikanische Präsidentschaft kandidiert, indem er nicht für die amerikanische Präsidentschaft kandidiert, gibt er seinem Sohn, während er ein Bad in Bananenpudding nimmt, mehr oder weniger kluge Ratschläge fürs Leben.
Llewellyn führt eine platonische Beziehung mit Millies ebenfalls alleinerziehender Mutter Ms. Mudd, von deren Vornamen nur bekannt ist, dass er mit dem Buchstaben M beginnt. Llewellyn und Ms. Mudd werden als liebevolle Eltern porträtiert, die ihre Kinder stets dazu anhalten, sich ihre eigenen Gedanken zu machen. Insbesondere Ms. Mudd, die als Anwältin arbeitet, muss ihrer aufgedrehten Tochter dabei aber immer wieder ihre Grenzen aufzeigen.

### Avery, Timulty und Stephan
„Look, if dignity were cool, Jimmy Carter would have groupies.“ („Wenn Würde cool wäre, hätte Jimmy Carter Groupies gehabt.“) – Avery
Avery ist ein Waschbär, der alles dafür tut, um „cool“ zu sein. In seinem Streben danach, andere „coole“ Schüler von seiner eigenen „Coolheit“ zu überzeugen, übersieht er, dass dies von vornherein zum Scheitern verurteilt ist, weil es einfach nicht „cool“ ist, mit aller Gewalt „cool“ sein zu wollen. Verwunderlich dabei ist, dass Avery trotzdem oft mit dem Computerfreak Stephan zusammen ist, dem zweifellos „uncoolsten“ Charakter des ganzen Comicstrips. Avery ist zutiefst materialistisch eingestellt und schickte seinen Wunschzettel in einem Strip etwa an Tommy Hilfiger statt an den Weihnachtsmann. Seinen jüngeren Bruder Timulty tadelt Avery ständig für dessen Naivität und er stellt sich zuweilen sogar gegen Ozy und Millie, wenn ihm dies opportun erscheint. Als Verlierertyp, der zumindest gelegentlich die Einsicht zeigt, dass die Freundschaft zu Ozy, Millie und Stephan wichtiger ist als von einer anonymen Masse als „cool“ anerkannt zu werden, bietet er trotzdem gewisse Identifikationsmöglichkeiten.
„Who better than a little naked raccoon child to announce that the emperor has no clothes?“ („Wer wäre besser dafür geeignet, auszusprechen, dass der Kaiser keine Kleider trägt, als ein nackter Waschbärwelpe?“) – D. C. Simpson über Timulty
Averys jüngerer Bruder Timulty verkörpert im Gegensatz dazu die reinste Form kindlicher Unschuld, wie sie von William Blake beschrieben wurde. In einigen der besten Strips ist es Timulty, der mit seiner kindlichen Naivität das sinnlose Streben seines Bruders nach Anerkennung ad absurdum führt oder der Gesellschaft einen Spiegel vorhält.
Stephan, ein Erdferkel, ist ein typischer Geek. Wenn er nicht zusammen mit Avery Videospiele spielt, versucht er vergeblich, die anderen Charaktere von der genetischen Überlegenheit der Geeks zu überzeugen; auch wenn ihm der Zusammenbruch der New Economy im Jahr 2001 einen schweren Schock versetzt hat. Stephan tendiert dazu, sich unglücklich in Mädchen zu verlieben, die nichts von ihm wissen wollen; weder Felicia noch Isolde und Stephanie erwiderten seine Liebe.

### Felicia und Jeremy
„You totally should try to be less of a dork, you know.“ („Weißt du, du solltest unbedingt versuchen, kein derartiger Trottel zu sein!“) – Felicia
Felicia Laine, das beliebteste Mädchen der Schule, ist fast immer mit zwei Freundinnen aus ihrer Clique zusammen, die ihr als Stichwortgeberinnen dienen. Ihr ganzes Denken kreist um Markenkleidung und Boygroups, weshalb es nicht weiter verwunderlich ist, dass sie und Millie eine innige Feindschaft verbindet. Felicia wirft Millie entweder vor, zu individualistisch eingestellt zu sein, oder sich ganz einfach wie ein Trottel zu verhalten. Anders als man vermuten könnte, ist Felicia aber nicht dumm und weiß sich auch in einer verbalen Auseinandersetzung mit Ozy oder Millie zu behaupten.
Jeremy Studley hat dagegen in den Fäusten, was er nicht im Kopf hat. Jeremy ist ein typischer „Bully“, der schwächere Mitschüler zum Spaß verprügelt. Ozy, Millie und Stephan zählen zu seinen bevorzugten Opfern und werden von ihm mit Vorliebe in den nächsten Abfalleimer gestopft.
Genauso wenig wie es Zufall ist, dass Ozys Vater Llewellyn ein gutmütiger Drache und der Schuldirektor Beau Vine ein Rind ist, ist es Zufall, dass Felicia und Jeremy, die beiden Hauptgegenspieler der Helden, ein Schaf beziehungsweise ein Hase sind. Mit der Umkehrung der üblichen Rollenverteilung zwischen Raub- und Beutetieren werden gängige Klischees vermieden und gleichzeitig erste Ansatzpunkte für Komik geschaffen.

### Weitere Charaktere
Wenn Ozy oder Millie die Geduld ihrer Klassenlehrerin Ms. Sorkowitz überstrapazieren, werden sie entweder zur Schulpsychologin Dr. I. Wahnsinnig oder direkt zum Schuldirektor Beau Vine geschickt. Um die Schüler auf das harte Leben nach der Schule vorzubereiten, versucht Beau Vine die Schüler mit diversen, pädagogisch fragwürdigen Methoden zu angepassterem Verhalten zu erziehen. Dass dies im krassen Gegensatz zu den Individualität predigenden Plakaten steht, die überall im Schulgebäude hängen, stört ihn nicht weiter. Dr. I. Wahnsinnig setzt sich dagegen sehr für Ozy und Millie ein und kritisiert den Schuldirektor regelmäßig dafür, jedem Trend nachzulaufen und das amoralische Verhalten von Jeremy und Felicia auch noch zu unterstützen.
Ozys Cousine Isolde ist wie alle Angehörigen der Familie Llewellyn, die ihren Stammsitz auf einem alten Schloss in Idaho hat, in mehrere Verschwörungen verwickelt. Isolde unterstützte Llewellyn unter anderem bei seinen zwei Kandidaturen für die amerikanische Präsidentschaft.
Captain Locke, seines Zeichens zehnjähriger Kapitän eines Piratenschiffs, lebt in einer Parallelwelt, die über ein Dimensionstor im Wohnzimmersofa Llewellyns mit dieser Welt verbunden ist. Wie man in einer im Sommer 2002 veröffentlichten Geschichte erfährt, ist Locke außerdem Millies Vater, was dadurch zu erklären ist, dass man in seiner Heimatwelt alt geboren wird und jung stirbt.

## Aussage

### Ozy and Millieals Appell zu mehr Toleranz
In einem Kommentar zu einem früher veröffentlichten Strip strich der Zeichner von Ozy and Millie heraus, dass es ihm, wie vielen anderen Comiczeichnern auch, nicht darum gehe, darzustellen, wie sich Kinder ausdrücken und verhalten, sondern wie es sich anfühlt, ein Kind zu sein. Ozy und Millie stehen somit sinnbildlich für alle Kinder, die aufgrund ihrer Andersartigkeit von ihren Mitschülern gemieden werden oder auf andere Formen des Unverständnisses stoßen.
Ozy und Millie haben aber nicht nur unter dem repressiven Verhalten der anderen Schüler zu leiden; der auf sie wirkende Anpassungsdruck wird durch die autoritäre Ordnung, verkörpert durch den Schuldirektor Beau Vine, noch verstärkt. Obwohl dieser Sachverhalt stets pointiert auf die Spitze getrieben und somit der Lächerlichkeit preisgegeben wird, steht am Schluss einer derartigen Auseinandersetzung normalerweise nicht der Sieg der Helden über ihre Widersacher. Sie müssen sich vielmehr eingestehen, dass sich nicht nur Kinder, sondern auch viele Erwachsene vernünftigen Argumenten verschließen und nicht dazu bereit sind, von der gesellschaftlichen Norm abweichendes Verhalten zu tolerieren. Hierbei kommt erschwerend hinzu, dass dies gerade für solche Erwachsene zu gelten scheint, die über die Macht verfügen würden, gegen derartige Missstände in der Gesellschaft anzugehen.
Im Gegensatz dazu zeigt der Charakter der Schulpsychologin Dr. I. Wahnsinnig, die nicht als bloße Erfüllungsgehilfin des Schuldirektors porträtiert wird, dass Ozy and Millie nicht als generelle Kritik am Schulsystem oder anderen autoritären Institutionen zu verstehen ist. Die Hauptaussage des Comicstrips besteht vielmehr darin, dass allen Menschen die Freiheit zugestanden werden sollte, so zu leben wie es ihrer Vorstellung entspricht, solange sie dabei niemandem Schaden zufügen.

### Konsumismus- und Kapitalismuskritik
Nachdem Ozy und Millie in der Zeit nach dem Start des Comicstrips von 1998 bis 2000 vor allem unter Jeremy zu leiden hatten, nimmt später immer mehr Felicia die Rolle der ersten Gegenspielerin der Helden ein. Wie am Strip vom 15. Januar 2001 deutlich wird, nimmt speziell die Auseinandersetzung zwischen der antiautoritär eingestellten Millie und der auf oberflächliche Statussymbole bedachten Felicia an Schärfe zu.
Simpsons kritische Einstellung gegenüber ungezügeltem Konsumismus und Kapitalismus wird aber auch in vielen Strips deutlich, in denen Felicia nicht auftritt. Sowohl die Auswüchse der New Economy während der Jahrtausendwende, die zunehmende Kommerzialisierung des Weihnachtsfests und das sozial unverantwortliche Verhalten von Großkonzernen werden von ihm wiederholt thematisiert. Nicht selten ist es dabei Timulty, der mit einem unschuldig naiven, aber trotzdem scharfsinnigen Kommentar etwa die leeren Versprechungen der Werbung entzaubert.
Über die zunehmende Kommerzialisierung des Comicstrips als Kunstform verärgert, griff Simpson außerdem mehrmals den Zeichner des Comicstrips Garfield, Jim Davis, und die Pressesyndikate scharf an, die seiner Meinung nach zu viel Wert auf die Vermarktbarkeit der Comicstrips und zu wenig auf deren Qualität legen: „Well, I don’t want to give up on it, even if Jim Davis is a prostitute and the syndicates which could bring me to a much wider audience are more interested in being his pimps.“ („Ungeachtet dessen, dass Jim Davis ein Stricher ist und die Syndikate, die mir ein viel größeres Publikum verschaffen könnten, es vorziehen, sein Zuhälter zu sein, werde ich nicht so einfach aufgeben.“)

### Politische Kommentare inOzy and Millie
Obwohl die soziale Interaktion zwischen den Charakteren das wesentliche Handlungselement des Comicstrips darstellt, wird in zahlreichen Strips die gegenwärtige politische Situation in den USA thematisiert. Kritik, diese zwei unterschiedlichen inhaltlichen Schwerpunkte würden nicht zueinander passen, wurde von Simpson stets zurückgewiesen. Weil mitunter auf Persönlichkeiten oder Ereignisse Bezug genommen wird, die außerhalb der USA so gut wie unbekannt sind, sind auch einige unpolitische Strips ohne vorheriges Wissen über den porträtierten Sachverhalt unverständlich.
Seit dem 30. Januar 2004 zeichnete D. C. Simpson unter dem Titel I Drew This einen zweiten, rein politischen Comicstrip, in dem der überzeugte Liberale unter anderem heftige Kritik an der amerikanischen Regierung unter George W. Bush übt. Als unmittelbare Folge dieses Schrittes verringerte sich die Anzahl der politischen Strips in Ozy and Millie deutlich. Auf einen am 16. Mai 2005 veröffentlichten I-Drew-This-Strip geht das Konzept des Intelligent Fallings zurück, welches eine satirische Antwort auf das vor allem von amerikanischen Christen vertretene Konzept des Intelligent Designs darstellt.

## Inhaltliche Aspekte

### Erzählstil
Ozy and Millie unterscheidet sich bezüglich des erzählerischen Aufbaus nicht wesentlich von anderen Comicstrips. So bestehen die Strips meistens aus drei oder vier Panels, wobei sich eigenständige Strips mit solchen abwechseln, in denen über mehrere Tage hinweg eine zusammenhängende Geschichte erzählt wird. In derartigen Handlungsbögen wurden einige Male konzeptionelle Änderungen am Comicstrip vorgenommen, zum Beispiel wurde in der Geschichte vom 22. Juni 2000 bis zum 19. Juli 2000 Isolde als neuer Charakter eingeführt. Als Webcomic ist Ozy and Millie nicht an den Erscheinungszyklus amerikanischer Tageszeitungen mit sechs Wochentagsausgaben gebunden, weswegen die Geschichten zum Teil wesentlich länger ausfallen. Der längste zusammengehörige Handlungsabschnitt, in dem Millie erfuhr, wer ihr Vater ist, erstreckte sich zwischen dem 13. Juli 2002 und dem 23. August 2002 über 31 Strips hinweg.
Obwohl der Handlungsrahmen aufgrund der geringen Anzahl unterschiedlicher Charaktere fest vorgegeben ist, gibt es in Ozy and Millie nur einen einzigen echten Running Gag, nämlich den, dass Ozy aufgrund eines auf der Familie Llewellyn liegenden Fluches einmal pro Jahr sein Fell verliert.

### Autobiographische Ansätze inOzy and Millie
Zu verschiedenen Gelegenheiten ist der Zeichner des Comicstrips, D. C. Simpson, auf autobiographische Ansätze in Ozy and Millie zu sprechen gekommen. Jeremy wurde von ihm beispielsweise nach einem früheren Mitschüler benannt, von dem er selbst getriezt wurde. Ozys Vater Llewellyn dagegen sollte das genaue Gegenteil seines eigenen Vaters darstellen; laut eigener Aussage ein erzkonservativer, wenngleich prinzipientreuer Kleingeist. Simpson beschreibt sich selbst als sehr ernsthaften und nachdenklichen Menschen. Charakterzüge, die auch Ozy auszeichnen. Während seiner Kindheit fand er aber niemanden, mit dem er sich über seine Gedanken austauschen konnte, weswegen er damals von einer Freundschaft wie der zwischen Ozy und Millie träumte. Unstrittig ist auch, dass Simpson versucht, durch Ozy and Millie seine eigene liberale Weltanschauung auszudrücken (siehe Abschnitt zur Aussage des Comicstrips).

### Anthropomorphismus inOzy and Millie
Ozy and Millie ist ein Comicstrip, in dem ausschließlich anthropomorphe Tiere auftreten, das heißt, die tierischen Charaktere verhalten sich wie Menschen und nicht entsprechend ihrer Spezies. Schon seit dem Altertum werden in Fabeln und Märchen stereotype, einfach zu erfassende Charaktere durch vermenschlichte Tiere dargestellt. In modernen Comicstrips, die sich nicht mehr explizit an Kinder wenden, tritt dieser Aspekt immer mehr in den Hintergrund. Stattdessen stellen niedlich gezeichnete Comictiere eine gute Möglichkeit für den Zeichner dar, durch sie unbequeme Wahrheiten auszudrücken, die damit an Schärfe verlieren. Im Hinblick auf Ozy and Millie besteht dabei das Problem, dass sich die im Comicstrip angesprochenen realen Personen und Ereignisse nicht konsistent in ein derartiges anthropomorphes Szenario einfügen. Im Rahmen des Suspension of Disbelief sind viele Leser bereit, derartige logische Inkonsistenzen in einem gewissen Ausmaß hinzunehmen.

### Alterung der Comicfiguren
Obwohl der Verlauf der Jahreszeiten im Comicstrip dem der realen Welt entspricht und dabei sowohl auf jährliche Feiertage als auch auf frühere Ereignisse Bezug genommen wird, altern die Comicfiguren in Ozy and Millie mit fortschreitender Zeit nicht. Von wenigen Ausnahmen wie Baby Blues abgesehen, trifft dies auf fast alle Comicfiguren zu.
Als Simpson im April 2000 einen Monat lang keine neuen Strips mehr zeichnete, um stattdessen das Aussehen der Charaktere zu überarbeiten, brach er mit dieser Regel. Waren Ozy, Millie und die anderen Schüler vor der Überarbeitung acht Jahre alt und besuchten die dritte Klasse ihrer Grundschule, waren sie anschließend zehn Jahre alte Fünftklässler. Über diesen Sachverhalt wird der Leser aber erst später und eher beiläufig aufgeklärt, was verdeutlicht, dass mit diesem Schritt keine einschneidenden Änderungen am Konzept des Comicstrips verbunden waren. Abgesehen davon wird von einigen Lesern die Auffassung vertreten, dass die Charaktere zum jetzigen Zeitpunkt aufgrund des sich graduell weiterentwickelnden Zeichenstils erwachsener aussehen als noch im Jahr 2000. Die Frage, ob er vorhabe, die Charaktere ein weiteres Mal altern zu lassen, wurde vom Zeichner stets verneint.

### Gemeinsamkeiten mit anderen Comicstrips
Sowohl die Charaktereigenschaften der Comicfiguren, der Zeichenstil und nicht zuletzt auch der ironische Unterton vieler Strips erinnern an den weltweit erfolgreichen Comicstrip Calvin und Hobbes von Bill Watterson. Weitere Gemeinsamkeiten mit Calvin und Hobbes gibt es, was das im Comicstrip immer wieder aufgegriffene Motiv der Konsum- und Kapitalismuskritik angeht. Das von den Mitgliedern der Familie Llewellyn gespielte House Rules Parcheesi ist zudem eine Reminiszenz an das chaotische Calvinball. Wesentlichen künstlerischen Einfluss auf seine Arbeit als Comiczeichner hatten laut Simpson aber auch die Comicstrips Bloom County von Berkeley Breathed und Pogo von Walt Kelly.

## Zeichentechnik und -stil

### Zeichentechnik
Alle Strips werden auf glattes Spezialpapier der Größe 38,1 cm × 11,4 cm beziehungsweise 41,9 cm × 21,6 cm für die Sonntagsstrips gezeichnet. Zum Schreiben der Texte in den Sprechblasen und zum Zeichnen anderer feiner Linien greift Simpson auf Zeichenstifte zurück; die Umrisse der Comicfiguren, die Panelrahmen und andere großflächige Bereiche malt er mit Tusche mit einem dünnen Pinsel der Stärke 1. Sonntagsstrips werden von ihm anschließend mit Hilfe des Bildbearbeitungsprogramms Adobe Photoshop koloriert. Aufgrund des großen Zeitaufwands, den die Kolorierung der Sonntagsstrips verursacht, zeichnete Simpson seit 2002 weniger als vier Sonntagsstrips pro Jahr.

### Zeichenstil
Seit den ersten im Jahr 1998 veröffentlichten Strips ist eine stetige Weiterentwicklung des Zeichenstils von Ozy and Millie festzustellen, vor allem was das Aussehen der Comicfiguren angeht. Die nicht umrahmten Panels, die in mehr als jedem zweiten Strip verwendet werden, stellen eine auffällige Gemeinsamkeit mit Calvin und Hobbes dar. Schatten werden in Ozy and Millie nicht mit der entsprechenden Graustufe eingefärbt, sondern durch schwarzweiße Strichzeichnungen imitiert. Um bei Nahaufnahmen der Charaktere weder aufwendige Hintergrundzeichnungen anfertigen zu müssen, noch das Zeichenfeld komplett weiß lassen zu müssen, schraffiert Simpson oft den oberen oder unteren Bereich des Panels mit diversen Mustern. Gelegentlich werden nur die Silhouetten oder Umrisse der Comicfiguren vor einem vollständig schwarzen Hintergrund dargestellt.

## Sonstiges

### Publizierung
Ozy and Millie war ursprünglich als Zeitungsstrip und nicht als Webcomic konzipiert, was einerseits am typischen Querformat der Strips zu erkennen ist, zum anderen sollte das Szenario nicht nur eine eingeschränkte Zielgruppe wie etwa Computerspieler oder Science-Fiction-Anhänger ansprechen. Wichtigster Grund für die Veröffentlichung der ersten Strips über das Internet war vielmehr, einen ersten Stamm an Lesern aufzubauen und von diesen Anregungen zu erhalten. Wie sich jedoch schnell zeigte, waren die großen Pressesyndikate wie Universal Press Syndicate, von denen die amerikanischen Tageszeitungen ihre Comicstrips beziehen, nicht an einem Comicstrip in der Machart von Ozy and Millie interessiert. So wurde die Untervertragnahme von Ozy and Millie unter anderem mit der Begründung „Ozy and Millie appeals to fans and comic book readers“ („Ozy and Millie spricht nur Fans und Comicleser an“) abgelehnt. Weiter wurde beanstandet, dass in Ozy and Millie ausschließlich tierische Charaktere auftreten, denn obwohl sehr viele Comicstrips einen oder mehrere anthropomorphe tierische Hauptcharaktere aufweisen, gibt es nur wenige erfolgreiche Comicstrips ganz ohne menschliche Charaktere.
Laut einer Schätzung des Webmasters der offiziellen Website wurde Ozy and Millie im Jahr 2003 von etwa 10.000 bis 50.000 Lesern gelesen. Im Comicverlag Plan Nine Publishing erschienen bis zum Jahr 2005 fünf Alben, in denen die meisten der bis zu diesem Zeitpunkt erschienenen Strips abgedruckt wurden.
Ozy and Millie wurde von Fans über unterschiedlich lange Zeiträume hinweg in andere Sprachen wie Deutsch oder Russisch übersetzt, wobei der Wortwitz des in einem sehr anspruchsvollen Englisch geschriebenen Originals aber zumindest in der deutschen Übersetzung in vielen Strips verloren ging.

### Auszeichnungen
Ozy and Millie war im Jahr 1998 einer der Finalisten bei der Verleihung des Scripps-Howard Charles M. Schulz Awards für den besten Comicstrip. Im Jahr 1999 wurde Ozy and Millie als bester Comicstrip mit dem College Media Advisers’ Award ausgezeichnet und 2002 als bester anthropomorpher Comicstrip mit dem Cartoonist’s Choice Award. Die vorherige Nominierung Millies als bester weiblicher Hauptcharakter für einen Cartoonist’s Choice Award im Jahr 2001 wurde von Simpson abgelehnt, unter anderem mit der Begründung, dass ein Popularitätswettbewerb zwischen Millie und „big-breasted anime chicks“ („großbusige Animemädels“) absurd sei. Im Jahr 2002 erhielt das Album Ozy and Millie IV: Authentic Banana Dye bei den Wahlen zu den Ursa Major Awards die meisten Stimmen in der Kategorie Best Anthropomorphic Other Literary Work. Darüber hinaus wurde Ozy and Millie 2006 und 2007 als bester anthropomorpher Comicstrip ausgezeichnet.

## Veröffentlichungen
Die folgenden beim Book-on-Demand-Dienstleister Lulu.com erschienenen Alben enthalten jeweils alle Ozy-and-Millie-Strips der angegebenen Periode:
- D. C. Simpson: Prehistrionics: Ozy and Millie, 1997–2000. Lulu.com, 2006, ISBN 978-1-84728-773-1
- D. C. Simpson: The Big Book of Ancient, Semi-Coherent Wisdom: Ozy and Millie, 2000–2001. Lulu.com, 2006, ISBN 978-1-4303-1505-6
- D. C. Simpson: Zen Again: Ozy and Millie, 2001–2002. Lulu.com, 2007, ISBN 978-1-4303-1508-7
- D. C. Simpson: Perpetual Motion: Ozy and Millie, 2002–2003. Lulu.com, 2007, ISBN 978-1-4303-2116-3
- D. C. Simpson: Tofu Knights: Ozy and Millie, 2004–2005. Lulu.com, 2006, ISBN 978-1-84728-772-4
- D. C. Simpson: Closer to the Void: Ozy and Millie, 2006–2007. Lulu.com, 2007, ISBN 978-1-4357-0504-3

Die folgenden beim Verlag Plan Nine Publishing erschienenen Alben sind nicht mehr erhältlich:
- David Simpson: Ozy and Millie. Plan Nine Publishing, High Point, NC 2000, ISBN 1-929462-11-5
- David Simpson: Ozy and Millie II: Never Mind Pants. Plan Nine Publishing, High Point, NC 2000, ISBN 1-929462-20-4
- David Simpson: Ozy and Millie III: Ink and White Space. Plan Nine Publishing, High Point, NC 2001, ISBN 1-929462-43-3
- David Simpson: Ozy and Millie IV: Authentic Banana Dye. Plan Nine Publishing, High Point, NC 2002, ISBN 1-929462-56-5
- David Simpson: Ozy and Millie V: Om. Plan Nine Publishing, High Point, NC 2003, ISBN 1-929462-69-7